# (9991) Anežka
(9991) Anežka, désignation internationale (9991) Anezka, est un astéroïde de la ceinture principale.

## Description
(9991) Anezka est un astéroïde de la ceinture principale. Il fut découvert le 5 octobre 1997 à l'Observatoire Kleť par Zdeněk Moravec. Il présente une orbite caractérisée par un demi-grand axe de 3,20 UA, une excentricité de 0,16 et une inclinaison de 2,2° par rapport à l'écliptique.

## Compléments